# Terminal Tower (Linz)

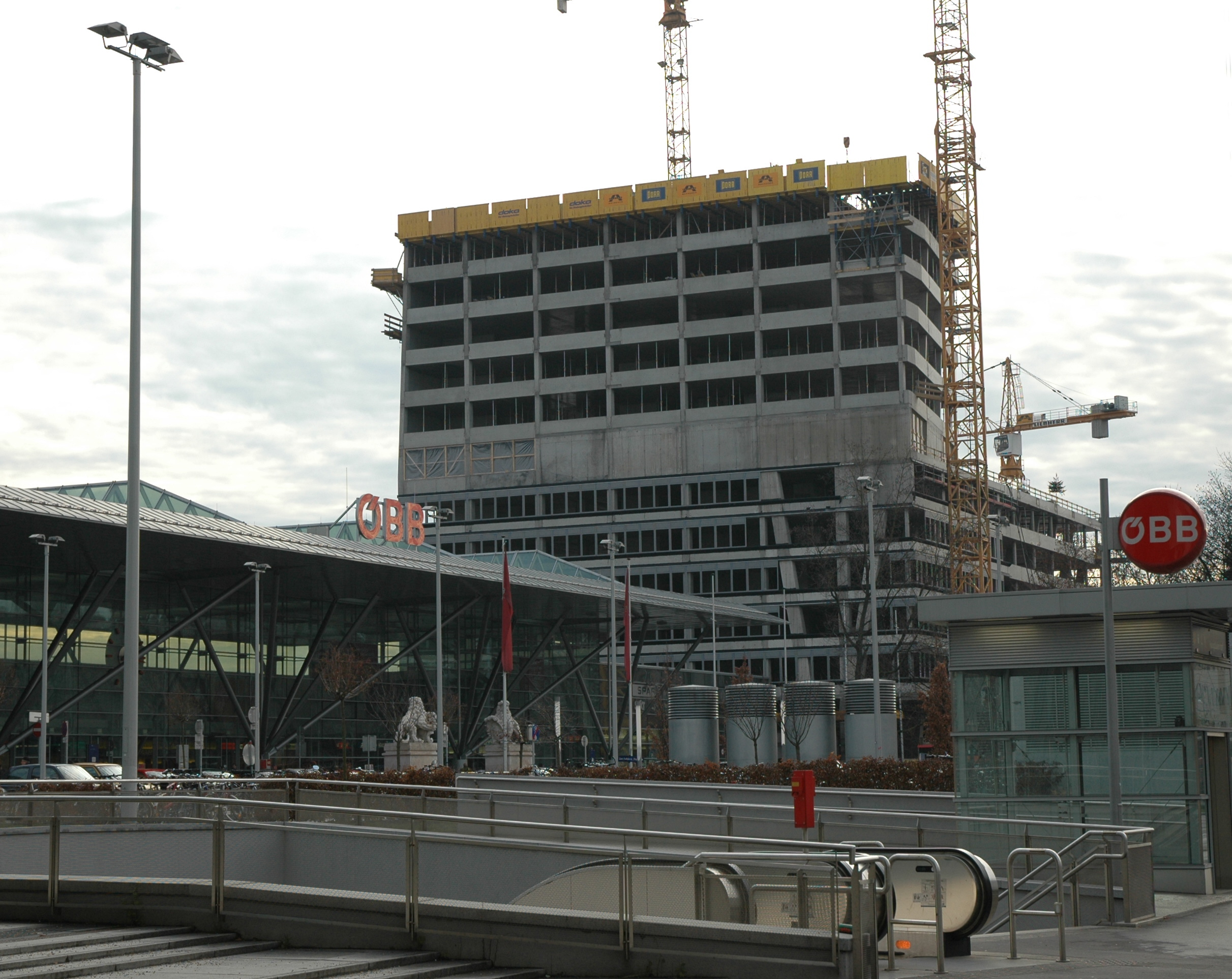
Baustelle des Terminal Towers am Hauptbahnhof Linz Mitte Jänner 2007.

Der Terminal Tower ist ein Bürogebäude in Linz, das 2008 fertiggestellt wurde. Mit einer Höhe von 98,5 m ist das Hochhaus nach dem Neuen Dom  und dem Bruckner Tower das dritthöchste Gebäude der Stadt und der zweithöchste Wolkenkratzer in Österreich außerhalb Wiens. Er befindet sich am Gelände des Linzer Hauptbahnhofes.

## Allgemeines
Es handelt sich dabei um ein Projekt der Architekten Holzbauer & Partner, die aus einem Architektenwettbewerb im Frühjahr 2005 als Sieger hervorgingen. Die Bauarbeiten begannen im März 2006. Die offizielle Eröffnung erfolgte am 26. Mai 2008 im Beisein des damaligen Finanzministers Wilhelm Molterer.
Das Gebäude weist eine Bruttogeschossfläche von 35.000 m² und eine Nettonutzfläche von gesamt 29.000 m² auf. Die Grundstücksfläche beträgt 5.730 m². Das Gebäude hat 24 Geschoße und ist mit 122 Tiefgaragenplätzen ausgestattet.
Seit Mai 2008 beherbergt der Terminal Tower das Finanzamt und das Zollamt Linz (obere Stockwerke) sowie die Pensionsversicherungsanstalt (untere Stockwerke).
Die Kosten für die Errichtung beliefen sich auf rund 55 Millionen Euro und wurden von Real-Treuhand Immobilien, Porr und der Raiffeisenlandesbank Oberösterreich getragen.

## Affäre um den Terminal Tower
Die Affäre um den Terminal Tower gilt als Nebenschauplatz der BUWOG-Affäre. Die Projektbetreiber des Terminal Tower, die Raiffeisenlandesbank Oberösterreich und die Porr, versuchten, die Finanzlandesdirektion Oberösterreich als Mieter zu gewinnen. Der damalige österreichische Finanzminister Karl-Heinz Grasser lehnte die Übersiedlung der ihm unterstellten Finanzlandesdirektion allerdings wegen der höheren Mietkosten ab.
Im Jahr 2005 vereinbarte die zur Porr gehörende UBM Realitätenentwicklung (UBM) mit dem Lobbyisten Walter Meischberger und dem PR-Berater Peter Hochegger ein Beraterhonorar von 200.000 Euro, um „Hindernisse in Zusammenhang mit einem von der Porr in Linz entwickelten Büroprojekt aus dem Weg zu räumen“. Kurz darauf revidierte Grasser seine Meinung und sprach sich fortan für den Terminal Tower als neuen Standort aus.
Am 28. Jänner 2010 kam es im Auftrag der Staatsanwaltschaft Wien zu Hausdurchsuchungen in den Wiener Büroräumlichkeiten des Baukonzerns Porr und dessen Immobilientochter UBM. Am 12. Oktober 2010 berichtete die Wiener Stadtzeitung Falter von Ermittlungen der Staatsanwaltschaft auch gegen den früheren Porr-Boss Horst Pöchhacker Anfang Oktober 2011 folgten Hausdurchsuchungen in den privaten und geschäftlichen Räumlichkeiten Pöchhackers.
Am 21. Juli 2016 gab die Wirtschafts- und Korruptionsstaatsanwaltschaft bekannt, gegen Karl-Heinz Grasser, Walter Meischberger, Ernst Plech, Peter Hochegger und zwölf weitere Personen in den Causae BUWOG und Terminal Tower Anklage zu erheben. Der verursachte Gesamtschaden beläuft sich laut Anklage auf zehn Millionen Euro, woraus sich ein Strafrahmen von bis zu zehn Jahren Haft ergibt.